# Eljakim Rubinstein

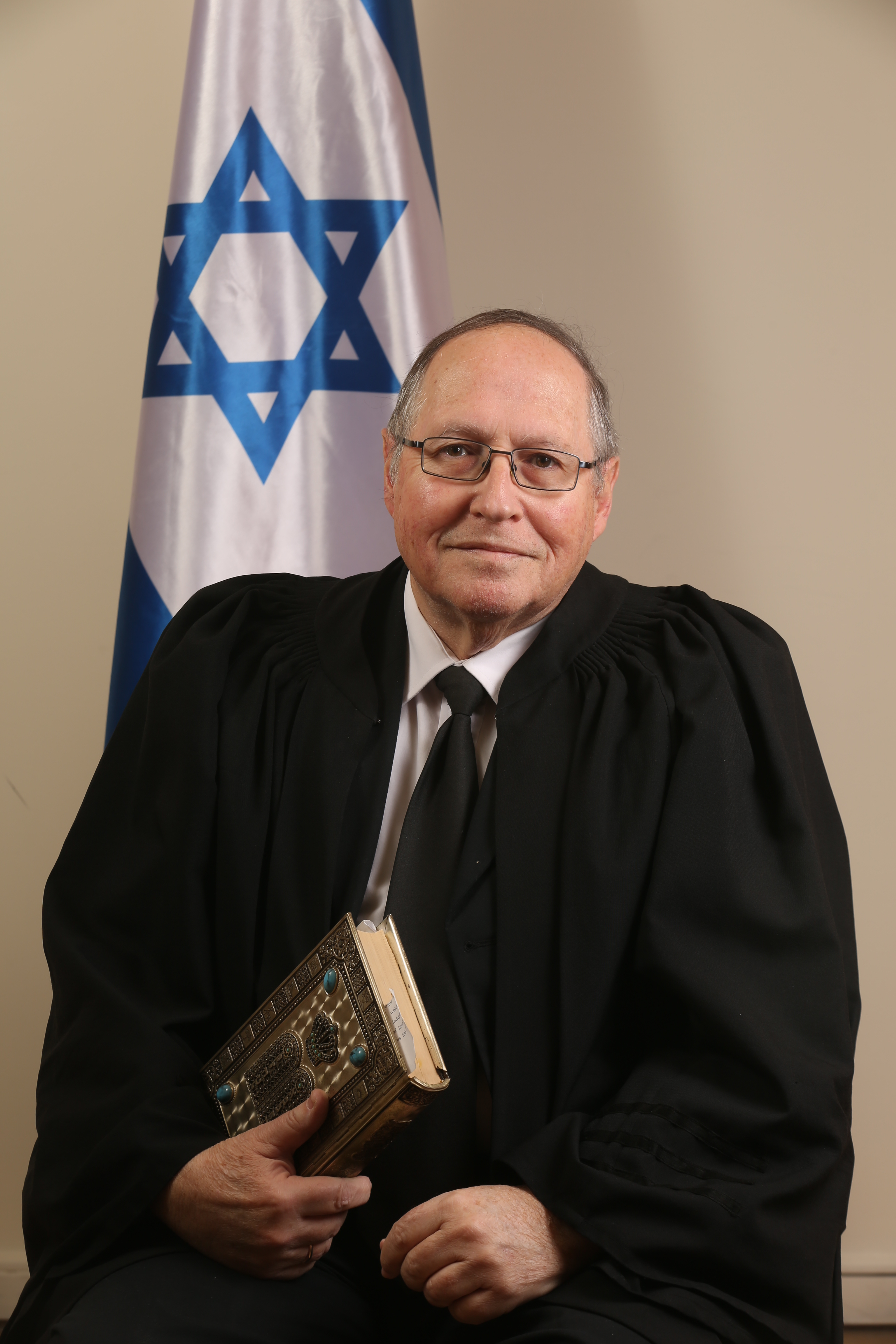
Eljakim Rubinstein

Eljakim Rubinstein (hebräisch אליקים רובינשטיין, * 13. Juni 1947 in Tel Aviv) ist ein israelischer Jurist und Diplomat. Er war 2004 bis 2017 Mitglied des Obersten Gerichts Israels.

## Werdegang
Rubinstein erlangte 1967 den akademischen Grad eines Bachelors, 1969 eines Bachelor of Laws und 1974 mit magna cum laude eines Masters an der Hebräischen Universität Jerusalem. 1969 bis 1983 war er als Lektor im Studiengang für Politikwissenschaften der Bar-Ilan-Universität. Daneben war er 1973–1977 als Jurist in der Rechtsabteilung des Verteidigungsministeriums Israels, 1976–1977 stellvertretender Rechtsreferent im Verteidigungsministerium und 1977–1981 Bürochef und Berater im israelischen Außenministerium. Von 1977 bis 1979 gehörte er der israelischen Delegation bei den Verhandlungen an, die zum israelisch-ägyptischen Friedensvertrag (Camp-David-Abkommen) führten. 1980 war er Assistant Director-General im Außenministerium in der Abteilung für die Normalisierung der ägyptisch-israelischen Beziehungen. 1981 bis 1985 war er in der Abteilung für Besondere Aufgaben des Außenministeriums tätig und erhielt 1982 den Rang eines Botschafters verliehen. Rubinstein war 1985/1986 Stellvertretender Leiter der israelischen Botschaft in Washington, D.C.
1986–1994 war er Staatssekretär. In dieser Eigenschaft war er 1987 bis 1989 Leiter des Komitees, das von israelischer Seite die Kooperation mit dem Kongress der Vereinigten Staaten bei der Aufklärung der Iran-Contra-Affäre koordinierte; 1987–1988 Leiter des interministeriellen Komitees für gefährliche Drogen; 1987–1995 Mitglied der Atomkommission und Leiter des Forums zur Beobachtung von Antisemitismus (1988–1994). 1991 war er an den israelischen Vorbereitungen zur Madrider Konferenz und Mitglied der israelischen Verhandlungsdelegation auf der Konferenz. Von 1991 bis 1993 war er Leiter der Verhandlungsdelegation für Verhandlungen mit jordanisch-palästinensischen Vertretern und 1993 bis 1994 Leiter der israelischen Delegation, die an den Verhandlungen zur Formulierung des israelisch-jordanischen Friedensvertrages beteiligt war.
1995 bis 1997 war er Richter am Distriktgericht von Jerusalem. Rubinstein war dann 1997 bis 2003 Generalstaatsanwalt und von 2004 bis 2017 Richter am Obersten Gerichtshof Israels.